# Сергиевское (муниципальный округ)

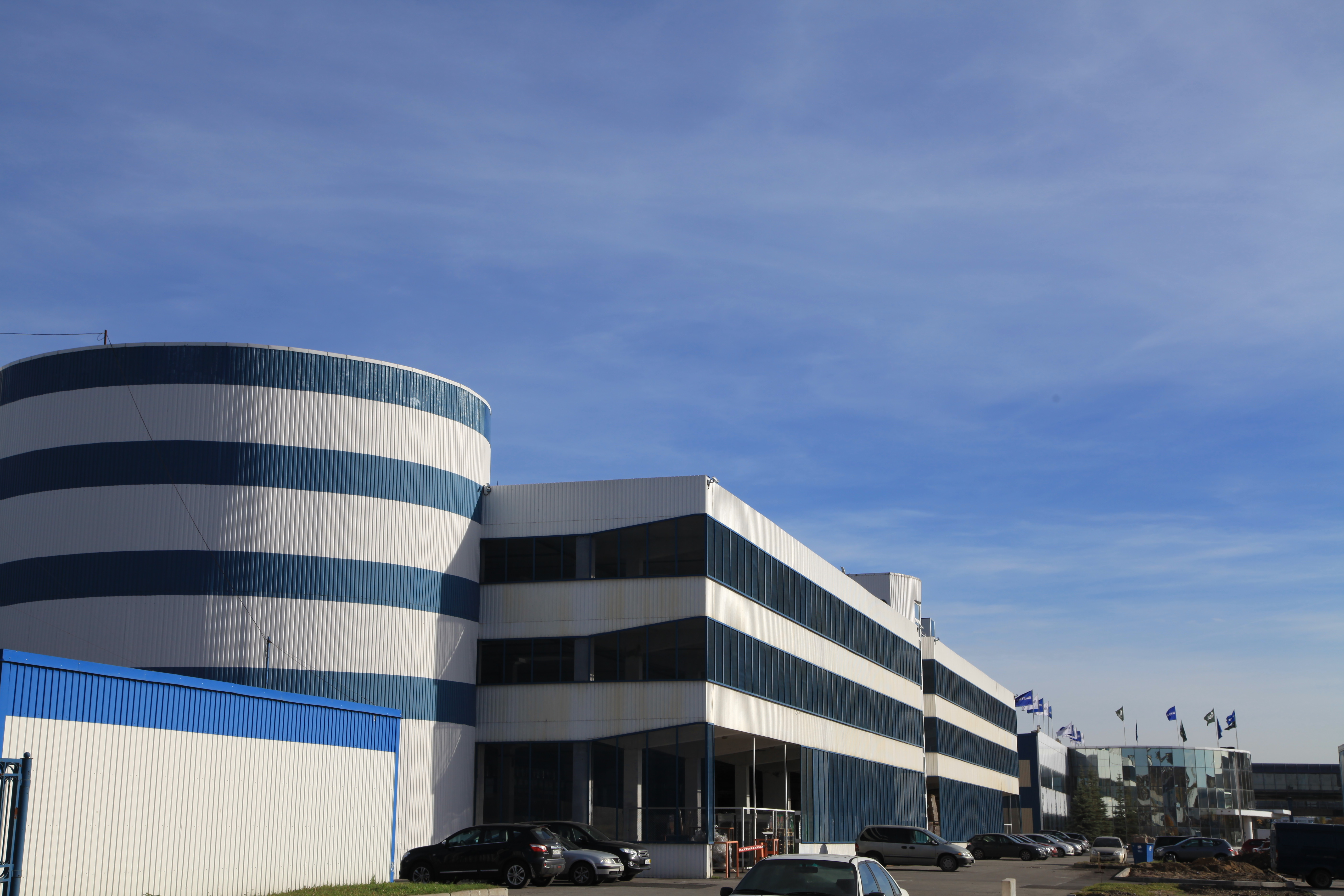
Пивоваренная кампания "Балтика"

Се́ргиевское — муниципальный округ, муниципальное образование в Выборгском районе Санкт-Петербурга. 15 февраля 2017 года ЗАКС Петербурга поддержал переименование МО Парнас в МО Сергиевское — в честь Се́ргия Радонежского, соответствующие законы вступили в силу 1 июля 2017 года.
Граница округа проходит по проспектам Энгельса, Луначарского, Художников, Домостроительной улице и административной границе Санкт-Петербурга.
Муниципальный округ Парнас включает в себя часть жилого района Шувалово-Озерки и западную часть нежилой зоны Парнас.
Главные магистрали — проспект Просвещения и Суздальский проспект.
Крупнейшее зелёное насаждение округа — сад Ивана Фомина.

## Население
| 2002    | 2010    | 2012    | 2013    | 2014    | 2015    | 2016    | 2017    | 2018    |
| ------- | ------- | ------- | ------- | ------- | ------- | ------- | ------- | ------- |
| 67 709  | ↘66 693 | ↗67 189 | ↗68 108 | ↗68 702 | ↗69 118 | ↗69 534 | ↗69 734 | ↘69 384 |
| 2019    | 2020    | 2021    | 2023    | 2024    | 2025    |         |         |         |
| ↗69 422 | ↘68 555 | ↘60 874 | ↘60 618 | ↘60 031 | ↗60 398 |         |         |         |